# Міріам Ореманс
Міріам Ореманс (нід. Miriam Oremans; нар. 9 вересня 1972, Берлікум, Нідерланди) — нідерландська тенісистка, олімпійська медалістка.
Срібну олімпійську медаль Ореманс виборола на Сіднейській олімпіаді 2000 року в парних змаганнях, граючи разом із Крісті Богерт. У фіналі нідерландська пара поступилася сестрам Вільямс.
Найбільшим досягненням Ореманс в турнірах Великого шолома був фінал Вімблдону 1992 у міксті. 

## Значні фінали

### Олімпіади

#### Парний розряд: 1 срібна медаль
| Результат | Дата          | Турнір      | Поверхня | Партнерка     | Супротивниці                 | Рахунок  |
| --------- | ------------- | ----------- | -------- | ------------- | ---------------------------- | -------- |
| Срібло    | 2 жовтня 2000 | Сідней 2000 | Хард     | Крісті Богерт | Вінус Вільямс Серена Вільямс | 1–6, 1–6 |

### Мікст (1 фінал)
| Результат | Рік  | Турнір    | Поверхня | Партнер     | Супротивники             | Рахунок       |
| Поразка   | 1992 | Wimbledon | Трава    | Якко Елтінг | Лариса Нейланд Циріл Сук | 6–7(2–7), 2–6 |

## Фінали турнірів WTA

### Одиночний розряд 5 (5 поразок)
| Легенда           | Легенда |
| ----------------- | ------- |
| Grand Slam        | 0       |
| WTA Championships | 0       |
| Tier I            | 0       |
| Tier II           | 0       |
| Tier III          | 0       |
| Tier IV & V       | 0       |

| Результат | В-П | Дата | Турнір                                         | Покриття   | Опонент             | Рахунок       |
| --------- | --- | ---- | ---------------------------------------------- | ---------- | ------------------- | ------------- |
| Поразка   | 0–1 | 1993 | Істборн, England                               | Трава      | Мартіна Навратілова | 6–2, 2–6, 3–6 |
| Поразка   | 0–2 | 1997 | Rosmalen Grass Court Championships, Нідерланди | Трава      | Руксандра Драгомір  | 7–5, 2–6, 4–6 |
| Поразка   | 0–3 | 1998 | Rosmalen Grass Court Championships, Нідерланди | Трава      | Жулі Алар-Декюжі    | 3–6, 4–6      |
| Поразка   | 0–4 | 2000 | Bratislava, Словаччина                         | Тверде (i) | Дая Беданова        | 1–6, 7–5, 3–6 |
| Поразка   | 0–5 | 2001 | Бірмінгем, England                             | Трава      | Наталі Тозья        | 3–6, 5–7      |

### Парний розряд 12 (3–9)
| Легенда           | Легенда |
| ----------------- | ------- |
| Grand Slam        | 0       |
| WTA Championships | 0       |
| Tier I            | 0       |
| Tier II           | 1       |
| Tier III          | 1       |
| Tier IV & V       | 1       |
| Олімпійські Ігри  | 0       |

| Титули за покриттям | Титули за покриттям |
| ------------------- | ------------------- |
| Тверде              | 1                   |
| Ґрунт               | 0                   |
| Трава               | 1                   |
| Килим               | 1                   |

| Результат | В-П | Дата                                                            | Турнір                                         | Покриття   | Partners         | Опоненти                               | Рахунок                      |
| --------- | --- | --------------------------------------------------------------- | ---------------------------------------------- | ---------- | ---------------- | -------------------------------------- | ---------------------------- |
| Перемога  | 1–0 | 1992                                                            | Лінц, Австрія                                  | Тверде (i) | Монік Кіне       | Клаудія Порвік Раффаелла Реджі         | 6–4, 6–2                     |
| Поразка   | 1–1 | Тра 1995                                                        | Страсбург, Франція                             | Тверде (i) | Сабін Аппельманс | Ліндсі Девенпорт Мері Джо Фернандес    | 2–6, 3–6                     |
| Поразка   | 1–2 | Тра 1996                                                        | Madrid, Іспанія                                | Ґрунт      | Сабін Аппельманс | Яна Новотна Аранча Санчес Вікаріо      | 6–7, 2–6                     |
| Поразка   | 1–3 | 1996                                                            | Лейпціг, Німеччина                             | Килим      | Сабін Аппельманс | Крісті Богерт Наталі Тозья             | 4–6, 4–6                     |
| Поразка   | 1–4 | 1997                                                            | Кі-Біскейн, Florida, USA                       | Тверде     | Сабін Аппельманс | Аранча Санчес Вікаріо Наташа Звєрєва   | 2–6, 3–6                     |
| Перемога  | 2–4 | 1998                                                            | Париж, Франція                                 | Килим (i)  | Сабін Аппельманс | Анна Курникова Лариса Савченко-Нейланд | 1–6, 6–3, 7–6(7–3)           |
| Перемога  | 3–4 | 1998                                                            | Rosmalen Grass Court Championships, Нідерланди | Трава      | Сабін Аппельманс | Кетеліна Крістя Ева Меліхарова         | 6–7(4–7), 7–6(8–6), 7–6(7–5) |
| Поразка   | 3–5 | Теніс на літніх Олімпійських іграх 2000 — жіночий парний турнір | Літні Олімпійські ігри 2000, Австралія         | Тверде     | Крісті Богерт    | Вінус Вільямс Серена Вільямс           | 1–6, 1–6                     |
| Поразка   | 3–6 | 2001                                                            | Qatar Ladies Open, Катар                       | Тверде     | Крісті Богерт    | Сандрін Тестю Роберта Вінчі            | 5–7, 6–7(4–7)                |
| Поразка   | 3–7 | Тра 2001                                                        | Antwerp, Бельгія                               | Ґрунт      | Крісті Богерт    | Ельс Калленс Вірхінія Руано Паскуаль   | 3–6, 6–3, 4–6                |
| Поразка   | 3–8 | 2001                                                            | Rosmalen Grass Court Championships, Нідерланди | Трава      | Кім Клейстерс    | Руксандра Драгомір Надія Петрова       | 6–7(5–7), 7–6(7–5), 4–6      |
| Поразка   | 3–9 | 2002                                                            | Australian Hard Court Championships, Австралія | Тверде     | Оса Свенссон     | Меган Шонессі Жустін Енен              | 1–6, 6–7(6–8)                |